# Oecobius pasteuri
Oecobius pasteuri är en spindelart som beskrevs av Lucien Berland och Jacques Millot 1940. Oecobius pasteuri ingår i släktet Oecobius och familjen Oecobiidae. Inga underarter finns listade i Catalogue of Life.